# Kühnheit

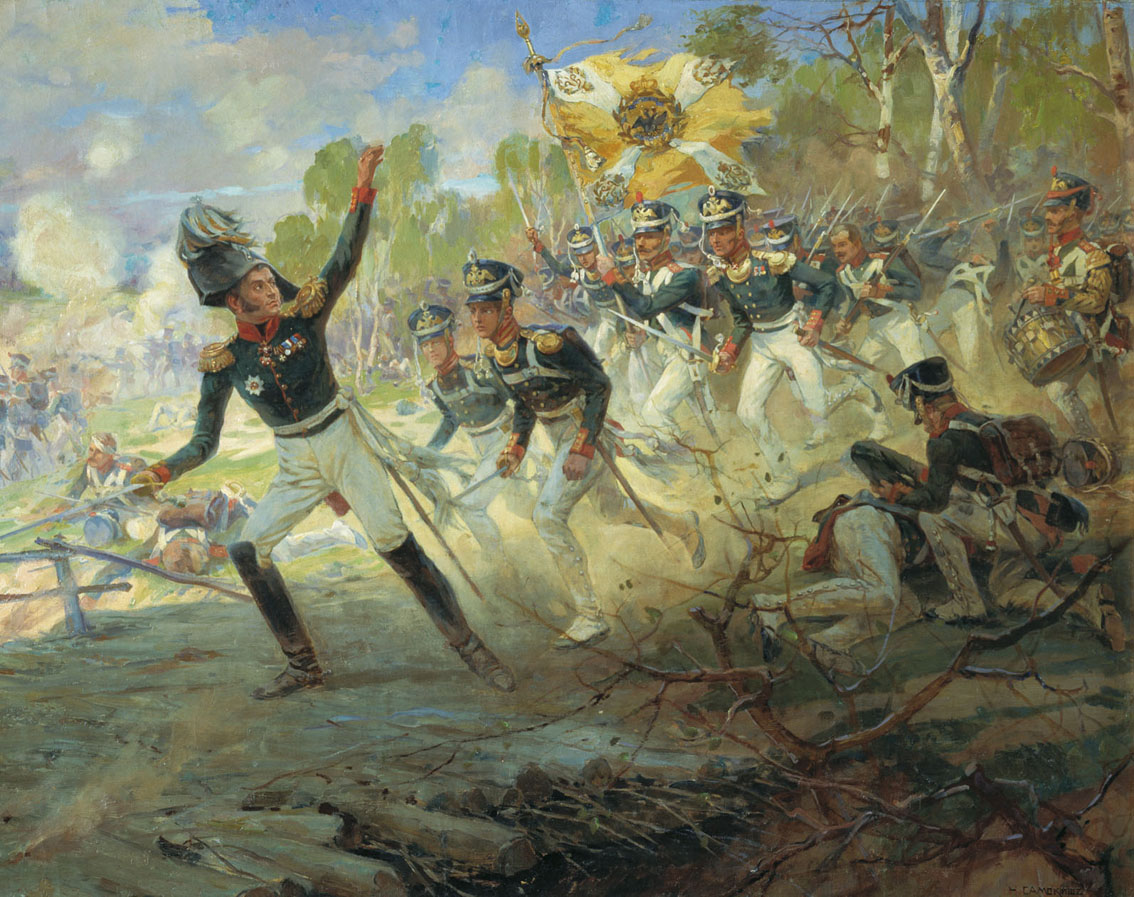
Nikolay Samokish: Kühnheit in der Schlacht (Gemälde 1912)

Kühnheit (von althochdeutsch kuoni, mittelhochdeutsch küene = wagemutig, beherzt, verwegen) ist ein Teilaspekt des Oberbegriffs  Mut. Nach der historisch erschlossenen Definition des Wagnisforschers S.A. Warwitz bezeichnet Kühnheit eine „aggressiv vorwärts drängende Form von Mut“, wie sie sich vor allem in der Kriegergesellschaft etabliert und umgangssprachlich bis heute etwa in dem Typ des Draufgängers niedergeschlagen hat. Kühnheit ist ursprünglich eine Krieger- und Kämpfertugend. Im Gegensatz zu dem komplexen Oberbegriff Mut fehlt ihr der alternative Aspekt der Verweigerung einer verwerflichen Risikohandlung, die auch zum Mut gehörige Charakterstärke zum „Neinsagen“.

## Wortbedeutungsgeschichte
Der aus der germanischen Wurzel kan, kun = können, kennen hergeleitete Begriff Kühnheit kennzeichnete eine im germanischen Gefolgschaftswesen hoch angesehene Eigenschaft, die eine reale Basis für das Treueverhältnis eines Vasallen zu seinem Fürsten in dessen kriegerischen Auseinandersetzungen konstituierte. Sie garantierte eine unverbrüchliche Bindekraft auf Tod und Leben mit dem Lehnsherrn. Ein Versagen war unwiederbringlich mit dem gesellschaftlich tödlichen Verlust der êre verbunden. Die altgermanischen Helden zogen in unbedingter Gefolgschaft mit und für ihren Kriegsherrn in den Kampf, auch wenn sie diesen in persönlicher Einschätzung nicht für vernünftig hielten wie etwa der Theoderichvasall Hildebrand oder Hagen von Tronje im Nibelungenlied.

Karl der Kühne, Porträt von Rubens,
um 1618

Die enge Wortverwandtschaft mit künne = Abstammung, Sippe zeigt, dass Kühnheit ursprünglich als angeboren und als Ausdruck edlen Blutes verstanden wurde und zur Wahrung der Stammesehre verpflichtete. Die Wortwurzel ist Basis für deutsche Vornamen wie Konrad (kühner Ratgeber, kühn im Rat) und Kunigunde (kühne Kämpferin, Kämpferin für die Sippe). Herzog Karl der Kühne von Burgund und Luxemburg aus dem französischen Königshaus der Valois (1433–1477) erhielt – wie schon sein Vorfahr Philipp II. (1342–1404) – von den Zeitgenossen die bewunderte Charaktereigenschaft als Herrscherbeiname zugeteilt.
Der Dichter des Nibelungenlieds verspricht in der Einleitung seines Heldenepos, „von küener recken striten“ (von den Kämpfen kühner Helden) berichten zu wollen: von küener recken strîten muget ir nû wunder hœren sagen (von den Kämpfen kühner Helden könnt ihr nun Wunderbares erzählen hören). Nach Warwitz zeigt sich Kühnheit als „Initiativ- und Antriebskraft“ durchgängig mit dem Wagnis verbunden. Sie wirkt der „Bremskraft“ Angst entgegen: Der Kühne wagt sich gegen Widerstände und Gefahren in risikoreiche Situationen vor.
Aus der ursprünglichen Kriegertugend erweiterte sich die Wortbedeutung dann als eine allgemein den Fortschritt befördernde innovative Eigenschaft zunehmend auch auf andere Bereiche, etwa die Forschung: So wurden auch gefährliche, aber zukunftsweisende Taten in Form von Selbstversuchen in der Medizingeschichte oder Pioniertaten wie die von Otto Lilienthal für die Entwicklung des Fliegens zu kühnen Heldentaten der Menschheit, denen man Denkmäler setzte.
Die weitere Wortverwendung führte schließlich auch zu metaphorischen Darstellungen in übertragenen Zusammenhängen wie „eine kühne Behauptung/These aufstellen“, „einen kühnen Plan entwickeln“ oder zu charakterisierenden Beschreibungen wie „eine kühn geschwungene Brücke“, „die kühne Linienführung (eines Bauwerks)“ oder „eine kühn in den Himmel ragende Felsnadel“. Als tadelnde Beschreibung einer anmaßenden Dreistigkeit findet sich das Wort in der Redewendung „sich erkühnen“ („sich erdreisten“).
In der Tradition der antiken Mesoteslehre (griechisch μεσότης „Mitte“) des Aristoteles, die er in seinem Werk Nikomachische Ethik niederlegte, wurde Kühnheit als Tugend des Maßhaltens (der mâze) schon im Mittelalter zwischen den Extremformen der Tollkühnheit und Feigheit angesiedelt, die es unter der Leitung von Vernunft und Besonnenheit sorgsam auszutarieren galt.